# Tubulicium
Tubulicium of Buiskorstje is een geslacht van schimmels behorend tot de familie Hydnodontaceae. Het geslacht werd voor het eerst in 1965 beschreven door de mycoloog Franz Oberwinkler.

## Soorten
Volgens Index Fungorum telt het geslacht elf soorten (peildatum februari 2022):
| Soortnaam                                      | Auteur(s)                        | Publicatiejaar |
| ---------------------------------------------- | -------------------------------- | -------------- |
| Tubulicium bambusicola                         | S.H. He & S.L. Liu               | 2019           |
| Tubulicium curvisporum                         | Ushijima & N. Maek.              | 2019           |
| Tubulicium dussii                              | (Pat.) Oberw.                    | 1966           |
| Tubulicium dussii                              | (Pat.) Oberw. ex Jülich          | 1979           |
| Tubulicium erectum                             | Hjortstam & Ryvarden             | 2008           |
| Tubulicium filicicola                          | (G. Cunn.) Oberw.                | 1965           |
| Tubulicium junci-acuti                         | Boidin & Gaignon                 | 1992           |
| Tubulicium papillatosporum                     | G. Moreno & Esteve-Rav.          | 2007           |
| Tubulicium ramonense                           | Kisim.-Hor., Oberw. & L.D. Gómez | 1998           |
| Tubulicium vermiculare                         | (Wakef.) Boidin & Gilles         | 1986           |
| Tubulicium vermiferum (Wormsporig buiskorstje) | (Bourdot) Oberw. ex Jülich       | 1979           |